# Astragalus macrolobus
Astragalus macrolobus là một loài thực vật có hoa trong họ Đậu. Loài này được M. Bieb. miêu tả khoa học đầu tiên năm 1819.